# Marcel Schied
Marcel Schied (* 28. Juli 1983 in Weißenfels), nach seiner Heirat Marcel von Walsleben-Schied, ist ein deutscher Fußballspieler, der als rechtsfüßiger Offensivspieler zumeist im Angriff eingesetzt wird.

## Sportliche Laufbahn

### Jugendzeit in Sachsen-Anhalt
Der im Bezirk Halle der DDR geborene Schied begann seine fußballerische Laufbahn während der Wendezeit in seinem Heimatort Langendorf, wo er zunächst für Grün-Weiß Langendorf spielte. Im Alter von acht Jahren wechselte er ins benachbarte Weißenfels zu Rot-Weiß Weißenfels, bis er die nun im gesamtdeutschen Sachsen-Anhalt liegende Stadt im Jahr 1997 verließ und sich dem VfL Halle 1896 anschloss, für den er nachfolgend ein Jahr als C-Jugendlicher, dann ein Jahr als B-Jugendlicher spielte. 1999 nahm Schied mit einer Landesauswahl an einem Lehrgang in Duisburg teil, wodurch Hansa Rostock auf Schied aufmerksam wurde, woraufhin dieser nach Rostock wechselte.

### Anfänge bei Hansa Rostock
Beim Mecklenburger Bundesligisten spielte Schied zunächst ein weiteres Jahr in der B-Jugend, bevor er ab 2000 für Hansas A-Jugend in der Jugend-Regionalliga antrat, für die er noch bis 2002 spielberechtigt blieb. Bereits ab Sommer 2001 war Schied aber auch in den Spiel- und Trainingsbetrieb des Rostocker Herrenbereichs eingebunden worden, so dass er am 26. August 2001 sein Debüt für Rostocks zweite Mannschaft in der viertklassigen Oberliga Nordost bestritten hatte. Im weiteren Verlauf der Spielzeit kam Schied zu weiteren fünf Einsätzen für die von Peter Ränke trainierte Reservemannschaft, die am Ende der Spielzeit 2001/02 den vierten Platz ihrer Oberliga-Staffel belegte.
Dabei hatte Schied während der Saison auch sein erstes Tor für Hansas Reserve erzielen können, durch seine Leistungen insbesondere in der A-Jugend Rostocks aber auch den Deutschen Fußball-Bund auf sich aufmerksam machen können. So kam Schied am 11. Oktober 2001 erstmals in der U-19-Nationalmannschaft zum Einsatz, die in der Qualifikation für die U-19-Europameisterschaft 2002 gegen die Türkei spielte. Im Freundschaftsspielen, aber auch im weiteren Verlauf der Qualifikation, setzte U-19-Nationaltrainer Uli Stielike Schied daraufhin noch mehrfach ein und berief ihn schließlich auch ins deutsche Aufgebot für die in Norwegen ausgetragene Endrunde. In dieser erreichte die Mannschaft das Finale, welches allerdings gegen Spanien mit 0:1 verloren ging. Dabei war Schied sowohl in einem Vorrundenspiel als auch im Finale eingesetzt worden, aber letztlich ohne eigenen Torerfolg geblieben. Das in einem Freundschaftsspiel gegen England am 14. Februar 2002 erzielte Tor blieb somit Schieds einziger Torerfolg während seiner insgesamt neun Einsätze im Dress der U-19-Nationalmannschaft.
Nachfolgend rückte Schied in die U-20-Auswahl Deutschlands auf, für die er insgesamt vier Einsätze absolvierte. Unterdessen war er auch in Rostock den U-19-Mannschaften entwachsen und vollständig in den Herrenbereich übernommen worden, wo er zunächst der nun von Andreas Zachhuber trainierten Reservemannschaft zugeteilt wurde und in der Saison 2002/03 der Oberliga Nordost 24 Tore binnen 32 Einsätzen erzielte. Dadurch nahm Schied noch während der Saison am Trainingsbetrieb der Rostocker Profimannschaft teil, die in der Spielzeit 2002/03 unter Armin Veh gegen den Abstieg aus Deutschlands höchster Spielklasse kämpfte. In dieser konnte sich Schied aber nicht gegen die etablierten Stürmer im Rostocker Team, wie Magnus Arvidsson oder Rade Prica, durchsetzen und kam nur zweifach per Einwechslung zum Einsatz.

### Leihspieler in Osnabrück und Unterhaching
Zu Beginn der Bundesliga-Saison 2003/04 wurde Schied, der bei Hansa einen Vertrag bis Juni 2006 unterzeichnet hatte, aufgrund der weiterhin geringen Einsatzchancen im Rostocker Profikader an den VfL Osnabrück verliehen, der zunächst unter Trainer Frank Pagelsdorf als Aufsteiger an der Spielzeit 2003/04 der 2. Bundesliga teilnahm. Zwar stieg Osnabrück, trotz des zwischenzeitlichen Trainerwechsels von Pagelsdorf zu Thorsten Haas, als Tabellenletzter in die Regionalliga ab. Doch hatte Schied sich mit insgesamt 12 Toren in seinen 33 Zweitliga-Einsätzen als bester Torschütze seiner Mannschaft auszeichnen können und somit die in ihn gesetzten Erwartungen erfüllt.
Um Schied auch weiterhin Spielpraxis in der 2. Bundesliga zukommen zu lassen, plante Hansa ihn daraufhin erneut zu verleihen, woran sowohl der FC Erzgebirge Aue als auch die SpVgg Unterhaching Interesse zeigten. Schied entschied sich schließlich für die SpVgg, die zu Beginn der Saison 2004/05 von Andreas Brehme trainiert wurde. An die Leistungen des Vorjahres vermochte Schied allerdings nicht anzuknüpfen, so dass er mit insgesamt sechs Toren während seiner 33 Einsätze nur zweitbester Stürmer Unterhachings hinter Francisco Copado wurde. Der SpVgg gelang allerdings im Gegensatz zu Osnabrück der Klassenerhalt in der 2. Bundesliga, nachdem der Verein mit dem Einsetzen Heribert Deutingers als neuem Cheftrainer zum Saisonende auf den drohenden Abstieg reagiert hatte.
Bereits im Sommer 2004 war Schied zudem ein letztes Mal für eine deutsche Nationalmannschaft aufgelaufen, als er am 7. August 2004 für die U-21-Auswahl gegen Litauen eingesetzt wurde.

### Vom Topstürmer zum Ergänzungsspieler
Im Sommer 2005 kehrte Schied zu Hansa Rostock zurück, der erst wenige Wochen zuvor den Abstieg aus der Bundesliga hatte hinnehmen müssen. Unter Trainer Jörg Berger gelang es Schied daraufhin, sich zum Beginn der Spielzeit 2005/06 doch noch gegenüber Arvidsson und Prica als Stammspieler durchzusetzen. Hansa startete jedoch schwach in die Saison und ersetzte nach zwei Auftaktniederlagen Trainer Berger durch Frank Pagelsdorf, unter dem Schied schon in Osnabrück gespielt hatte. Auch unter Pagelsdorf blieb Schied zunächst Stammspieler, kam ab der Winterpause, in der Hansa den Stürmer Enrico Kern verpflichtete, teils aber nur noch als Einwechselspieler zum Einsatz. Dennoch hatte Schied schließlich in sämtlichen 34 Saisonspielen mitgewirkt und dabei neun Tore erzielt, wodurch er wie schon in Osnabrück bester Torschütze seiner Mannschaft war. Unterdessen hatte er seinen zum Saisonende auslaufenden Vertrag bereits im Februar 2006 um zwei weitere Jahre bis 2008 verlängert.
In der nachfolgenden Spielzeit 2006/07 verlor Schied allerdings seinen Stammplatz im Rostocker Team, da Pagelsdorf zumeist Enrico Kern, Đorđije Ćetković oder Amir Shapourzadeh einsetzte. So kam Schied zu lediglich 21 Einsätzen und konnte in diesen nur ein Tor erzielen, hatte dadurch aber dennoch Anteil am zum Ende dieser Saison erreichten Wiederaufstieg in die Bundesliga. Durch die Verpflichtung Victor Agalis und Addy-Waku Mengas galt Schied in der Erstliga-Spielzeit 2007/08 aber nur noch als Ergänzungsspieler, der zu Saisonbeginn nur noch zweifach eingesetzt wurde und anschließend ausschließlich für die Rostocker Reservemannschaft in der Oberliga Nordost auflief. In der Winterpause erhielt Schied daraufhin die Freigabe zu einem Vereinswechsel, so dass er den direkten Wiederabstieg der Profimannschaft zum Saisonende nicht mehr in Rostock erlebte.

### Schied in Braunschweig und Jena
Im Januar 2008 fand Schied im Zweitligisten FC Carl Zeiss Jena einen neuen Arbeitgeber, bei dem er zunächst einen Vertrag über die restliche Spielzeit 2007/08 aushandelte. In der von Henning Bürger betreuten Mannschaft etablierte sich Schied daraufhin sofort als Stammspieler und kam in allen 17 Rückrunden-Partien zum Einsatz. Die Mannschaft hatte jedoch die Winterpause auf dem vorletzten Tabellenplatz verbracht und befand sich damit in akuter Abstiegsgefahr. Am Saisonende fand sich Jena schließlich, trotz der fünf von Schied erzielten Tore, auf dem letzten Rang der Abschlusstabelle wieder und stieg somit in die im Sommer 2008 neugeschaffene 3. Liga ab, woraufhin Schied den Verein nach nur sechs Monaten wieder verließ.
Schied folgte Jena jedoch in die dritte Spielklasse, indem er im August 2008 einen bis Sommer 2009 befristeten Vertrag bei Eintracht Braunschweig unterschrieb. Unter Torsten Lieberknecht wurde Schied daraufhin auch in Braunschweig zum Stammspieler, absolvierte 31 Saisonspiele und erzielte hierbei insgesamt sechs Tore. Die Saison 2008/09 verlief für Braunschweig jedoch nur mäßig erfolgreich, so dass sich der Verein lediglich in der unteren Tabellenhälfte positionieren konnte.

### Rückkehr nach Rostock
Bereits im April 2009 gab Hansa Rostock die erneute Verpflichtung Schieds ab Sommer 2009 bekannt. Dabei war der Verein nach dem Abstieg aus der Bundesliga 2008 auch in der Zweitliga-Spielzeit 2008/09 in Abstiegsgefahr geraten, sodass der nun wieder als Trainer fungierende Andreas Zachhuber und der erst kürzlich als Manager eingesetzte vormalige Hansa-Spieler René Rydlewicz einen Umbruch im Hansa-Team planten und dabei auch auf Schied zurückgriffen, den beide noch aus früheren Zeiten bei Hansa kannten. In der Hinrunde der Spielzeit 2009/10 gehörte Schied, der einen Vertrag bis 2012 unterzeichnet hatte, daraufhin zu den Stammkräften im Rostocker Angriff und absolvierte 14 Einsätze, in welchen er insgesamt zwei Tore erzielte. Bereits vor der Winterpause wurde Schied jedoch immer seltener eingesetzt, so dass er vereinzelt auch für die Reservemannschaft Rostocks in der viertklassigen Regionalliga aufgelaufen war. Nach der Winterpause galt Schied im Profiteam dann nur noch als Ergänzungsspieler und wurde von Zachhuber lediglich einmal berücksichtigt, da der Verein mit Garðar Jóhannsson einen weiteren Konkurrenten für die Stürmerposition verpflichtet hatte. Während Schied deshalb weiterhin vereinzelt in der Reservemannschaft aufgeboten wurde, geriet die Profimannschaft abermals in akute Abstiegsgefahr, so dass Zachhuber schließlich durch Thomas Finck und Marco Kostmann ersetzt wurde, die Schied noch dreifach in der 2. Bundesliga einsetzten. Dennoch belegte der Verein zum Saisonende den drittletzten Tabellenplatz und stieg nach den folgenden Relegationsspielen in die 3. Liga ab.
Für Schied erwies sich der Abstieg jedoch als vorteilhaft, da er in den Planungen des neuen Trainers Peter Vollmann eine tragende Rolle spielte. So etablierte sich Schied erneut als Stammspieler und kam in 36 der 38 Saisonspiele zum Einsatz. Mit elf erzielten Toren, den zweitmeisten aller Rostocker Spieler, trug Schied dabei zum direkten Wiederaufstieg der Hanseaten in die 2. Bundesliga bei. Zudem gewann Hansa in dieser Spielzeit auch den Landespokal Mecklenburg-Vorpommern, woran auch Schied mit zwei Einsätzen Anteil hatte.
In der Zweitligasaison 2011/12 erhielt Schied durch die Verpflichtungen Marek Mintáls sowie Tino Semmers weitere Konkurrenz im Rostocker Angriff, so dass er während der Hinrunde zwar zu 14 Einsätzen kam, aber nur zwei Partien über die volle Spielzeit absolvierte. Zudem erzielte er in diesen Partien lediglich ein Tor, doch setzte Trainer Wolfgang Wolf, der zum Ende der Hinrunde die Nachfolge Vollmanns beim abstiegsbedrohten FC Hansa übernommen hatte, ihn in den ersten zwei Spielen der Rückrunde in die Startaufstellung, wobei Schied sein zweites Saisontor erzielte. Nach der Winterpause, in der Hansa mit Freddy Borg einen weiteren Stürmer verpflichtet hatte, griff Wolf aber nur noch vereinzelt auf Schied zurück. So kam er noch fünffach per Einwechslung in der zweiten Spielklasse zum Einsatz und spielte zeitweise wieder für die Reservemannschaft in der Oberliga. Zum Saisonende stieg Rostocks Zweitligateam schließlich als Tabellenletzter in die 3. Liga ab, woraufhin Schied kein neues Vertragsangebot erhielt.

### Wechsel nach Kiel und Ausklang der Spielerkarriere
Im Juni 2012 gab der in der Regionalliga spielende Kieler SV Holstein die Verpflichtung Schieds zur Saison 2012/13 bekannt, wobei sich Schied auf einen Zwei-Jahres-Vertrag mit dem Verein einigte. Der Kontrakt wurde zwischenzeitlich verlängert, dann aber auf Schieds Wunsch im Juni 2014 aufgelöst. Im Sommer 2014 wechselte er zur TSG Neustrelitz. 2016 gab der Hamburger Oberligist TuS Dassendorf die Verpflichtung von von Walsleben-Schied bekannt. Nachdem Marcel von Walschleben-Schied in der Spielzeit 2020/21 für den SV Curslack-Neuengamme aktiv gewesen war, schloss er sich für ein Jahr dem Hagenower SV an und wechselte anschließend zum fünftklassigen Oberligisten MSV Pampow, für den er in der Spielzeit 2022/23 noch 26 Spiele bestritt. Nach Ablauf seines Vertrages war zunächst eine Rückkehr nach Hagenow geplant, doch stattdessen ging er zur KSG Lalendorf/Wattmannshagen in die Kreisklasse Warnow.

## Privates
Anfang 2015 heiratete er und trägt seitdem den Namen Marcel von Walsleben-Schied.
Marcel Schied ist Kaufmann für Büromanagement. Er lebt in einem Dorf in der Nähe von Hagenow (Mecklenburg-Vorpommern).

## Erfolge
Hansa Rostock
- Aufstieg in die Bundesliga: 2007
- Aufstieg in die 2. Bundesliga: 2011
- Mecklenburg-Vorpommern-Pokalsieger: 2011

Carl Zeiss Jena
- DFB-Pokal-Halbfinale: 2008

Holstein Kiel
- Regionalliga-Meister: 2013
- Schlewsig-Holstein-Pokalsieger: 2014

TuS Dassendorf
- Hamburger Pokalsieger: 2018, 2019